# Dinesh Kanagaratnam
Aaryan Dinesh Kanagaratnam, también conocido como ADK (Tamil: ஆர்யன் தினேஷ் கனகரட்ணம்)  (n. 30 de agosto de 1981, Colombo), es un cantante de género R & B y  Hip Hop y escritor srilanqués, además es el único artista de Sri Lanka que fue ganador de un Oscar, gracias a la colaboración del cantautor indio, A. R. Rahman. Su carrera comenzó tras incursionar en la industria de la música a partir del 2005. Actualmente, Aaryan Dinesh Kanagaratnam, es considerado como uno de los mejores artistas más pagados de Sri Lanka de habla Tamil.
En el 2007 lanzó su primer álbum titulado 'Cross Culture' con Gajan Maheson, se hizo conocer con su primer sencillo bajo el mimo titulado de su álbum titulado, "Cross Culture", que era una pista musical viral en Sri Lanka. Fue número 1 en varias radios tamiles y cingaleses y además, fue más allá de la industria de la música mediante la producción de su primer disco en solitario titulado, Thamila. Este fue el segundo álbum para ser distribuido por el sello discográfico de Universal Music de Sri Lanka. Recibió buena crítica este álbum, siendo el punto de inflexión en la carrera de ADK. Fue producido por Pasan Liyanage, en la que obtuvo una ganancia de la pista entre los oyentes al resto de los países del sudeste asiático. 

## Discografía

### Álbum independiente
- 2007 - Cross Culture
- 2008 - Thamizha
- 2010 - SL2SG
- 2012 - Aaryan

## Premios
Derana Music Video Awards 2013 - 2014
- Best International Collaboration with A.R.Rahman
- Best Tamil Music Video for Magudi

VIMA Awards 2014
- Best Dance Song (Hollaback Muniamma)

Derana Music Video Awards 2010
- For Best Rap Video (Nagaravettai)

Sun Awards 2009
- Crazy Song of the year (Athichudi)

## Canciones de Playback
| Año  | Título                       | Canción                                    | Composición        | Co-intérprete(s)             |
| ---- | ---------------------------- | ------------------------------------------ | ------------------ | ---------------------------- |
| 2016 | Achcham Yenbadhu Madamaiyada | ""Thalli Pogathey"                         | A. R. Rahman       | Sid Sriram, Aparna Narayanan |
| 2016 | Rajinimurugan                | "Yennama Ipadi Panreengalaema (Imman Mix)" | D. Imman           | D. Imman                     |
| 2015 | O Kadhal Kanmani             | "Kaara Attakkaaraa"                        | A. R. Rahman       | Darshana, Shashaa Tirupati   |
| 2014 | Lingaa                       | "Oh Nanba"                                 | A. R. Rahman       | S. P. Balasubrahmanyam       |
| 2014 | Burma                        | "Vaddi"                                    | Sudharshan M Kumar | Tupakeys (MC Rude, MC Akram) |
| 2014 | Race Gurram                  | "Gala Gala"                                | S. Thaman          | Megha                        |
| 2012 | Kadal                        | "Magudi Magudi"                            | A. R. Rahman       | Chinmayi, Tanvi Shah         |
| 2009 | TN-07 AL 4777                | "Aathichudi"                               | Vijay Antony       | Vijay Antony                 |
| 2009 | Vettaikaran                  | "Oru Chinna Thamarai"                      | Vijay Antony       | Krish, Suchitra, Bonekilla   |